# Hai nước Trung Quốc

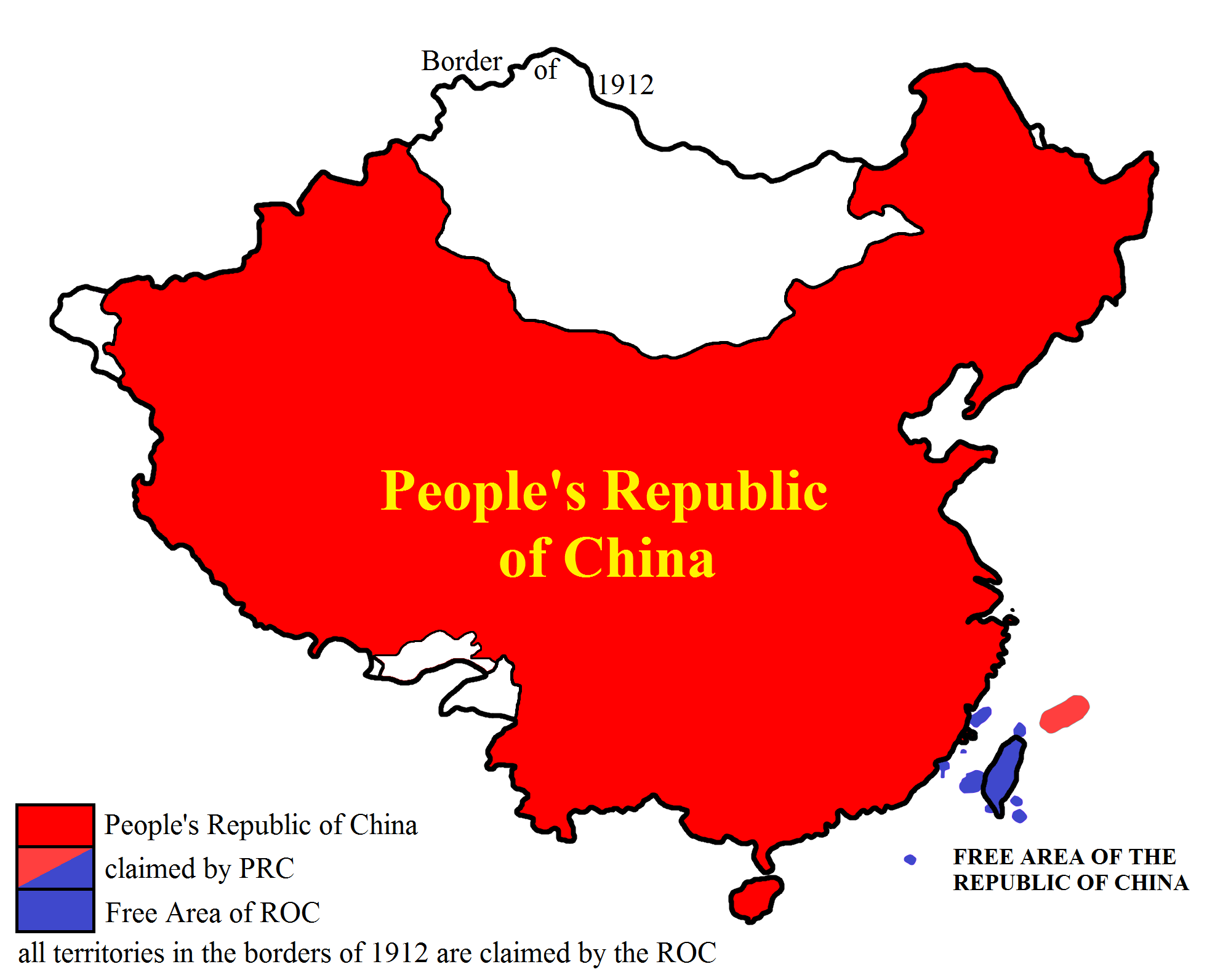
Lãnh thổ kiểm soát bởi Cộng hoà Nhân dân Trung Hoa và Trung Hoa Dân Quốc (Đài Loan)

Hai nước Trung Quốc (phồn thể: 兩個中國; giản thể: 两个中国; bính âm: Liǎng Gè Zhōng Guó, Hán-Việt: Lưỡng Cá Trung Quốc) là một thuật ngữ hiện dùng để chỉ hai nhà nước với tên có chứa Trung Quốc - 中國/中国:
- Trung Hoa Dân Quốc (中華民國), thành lập năm 1912 kiểm soát cả Trung Quốc đại lục, đến năm 1949 bị rời khỏi đại lục và hiện đang kiểm soát đảo Đài Loan và một số nhóm đảo nhỏ. Nay thường được gọi là Đài Loan hay Đài Bắc Trung Hoa.
- Cộng hoà Nhân dân Trung Hoa (hay Trung Hoa Nhân dân Cộng hoà Quốc - 中华人民共和国), thành lập năm 1949 sau khi lật đổ và thay thế chính phủ Trung Hoa Dân Quốc kiểm soát Trung Quốc đại lục. Nay thường được gọi là Trung Quốc hay Trung Quốc đại lục.

Thuật ngữ này xuất hiện sau khi nội chiến Trung Quốc kết thúc vào năm 1949.

## Bối cảnh
Vào 1912, Hoàng đế Tuyên Thống của nhà Thanh thoái vị sau cuộc Cách mạng Tân Hợi và Trung Hoa dân quốc được thành lập ở Nam Kinh bởi nhà cách mạng Tôn Dật Tiên. Cùng thời điểm này, Chính phủ Bắc Bình do Viên Thế Khải, cựu đại thần của nhà Thanh, tồn tại ở Bắc Kinh, đe dọa tính chính danh của Chính phủ Nam Kinh của Trung Hoa Quốc dân Đảng.
Từ năm 1912 đến 1949, Trung Quốc trải qua các các thời kỳ quân phiệt, sự xâm lược của Nhật Bản và Nội chiến Trung Quốc. Trải qua thời kỳ hỗn loạn này, hàng loạt chính phủ đã được thành lập và tồn tại trong thời gian ngắn ở Trung Hoa cho đến tận 1949.
Sau khi kết thúc nội chiến năm 1949, Đảng Cộng sản Trung Quốc, đứng đầu bởi Mao Trạch Đông, kiểm soát Trung Hoa đại lục. Trung Hoa Dân Quốc, do Tưởng Giới Thạch lãnh đạo, rút lui ra đảo Đài Loan.
Chiến tranh tiếp diễn suốt thời kỳ Chiến tranh Triều Tiên. Vào lúc này, đường phân định giữa hai chính quyền được vạch ra rõ ràng. Sự giúp đỡ của Hoa Kỳ và tình hình chiến tranh Triều Tiên khiến cho quá trình hợp nhất Đài Loan của Cộng hòa nhân dân Trung Hoa bị ngăn chặn.
Trong nhiều năm, cả hai chính phủ đều ra sức kêu gọi sự công nhận của quốc tế về tính chính danh của mình đối với toàn bộ Trung Hoa. Trước thập niên 1970, Trung Hoa dân quốc giành vị trí đại diện cho Trung Quốc cũng như là thành viên thường trực của Hội đồng Bảo an Liên hiệp quốc. Tuy nhiên, vào năm 1971, Nghị quyết 2758 của Đại Hội đồng Liên Hợp Quốc đã xác định vai trò này của Cộng hòa nhân dân Trung Hoa. Trước thời kỳ này, chỉ có khối xã hội chủ nghĩa, các thành viên phong trào không liên kết và Anh quốc (1950) là công nhận điều này.

Bản đồ thể hiện Chính sách Một Trung Quốc trên thực tế.
Cộng hoà Nhân dân Trung Hoa (CHNDTH)
Các nước công nhận CHNDTH là chính phủ hợp pháp của Trung Quốc.
Các nước công nhận CHNDTH là chính phủ hợp pháp của Trung Quốc, nhưng có quan hệ không chính thức với Đài Loan.
Trung Hoa Dân Quốc (Đài Loan) (THDQ)
Các nước công nhận THDQ là chính phủ hợp pháp của Trung Quốc.
Không có báo cáo vào thời điểm hiện tại.

Vào thập niên 1990, sự phát triển của phong trào Đài Loan độc lập bắt đầu phát triển và thay thế cho việc đòi hỏi tính chính danh của chính phủ Trung hoa dân quốc đối với toàn bộ Trung Hoa. Dưới thời tổng thống Trần Thủy Biển, Trung Hoa dân quốc tích cực vận động cho Đài Loan gia nhập Liên hiệp quốc, nhưng lại bị dừng lại dưới thời tổng thống Mã Anh Cửu.

## Tình hình hiện tại
Chính phủ Cộng hòa nhân dân Trung Quốc và Trung Hoa Dân Quốc đều không chính thức công nhận lẫn nhau. Cả hai đều tự coi mình là đại diện hợp pháp duy nhất của toàn bộ Trung Hoa và không công nhận chính quyền còn lại. Tuy nhiên, những năm gần đây hai chính quyền còn có sự khác biệt ở vấn đề Một Trung Quốc với hai chính quyền hay Một Trung Quốc, Một Đài Loan.

## Dưới góc độ lịch sử
Trong lịch sử Trung Hoa, hiếm có thời kỳ nào một triều đại kết thúc hòa bình để trao quyền cho triều đại tiếp theo. Các triều đại thường thành lập trước khi triều đại cũ bị lật đổ, cũng như vẫn tồn tại thêm một thời gian trước khi bị lật đổ bởi các triều đại kế tục.
Như một hệ quả, nhiều thời kỳ các chính quyền khác nhau cùng tuyên bố chủ quyền với toàn bộ Trung Hoa:
- Các triều đại nhà Tống của người Hán, nhà Kim của người Nữ Chân, nhà Liêu của người Khiết Đan, nhà Tây Hạ của người Đảng Hạng đồng thời tồn tại.
- Nhà Thanh Mãn Châu tồn tại từ năm 1636 đến 1644 cũng thời với nhà Minh. Sau đó, nhà Nam Minh tồn tại đến 1683 khi bị nhà Thanh đánh bại.